# Qingshui (socken i Kina, Hunan)
Qingshui (kinesiska: 清水, 清水乡) är en socken i Kina. Den ligger i provinsen Hunan, i den södra delen av landet, omkring 35 kilometer söder om provinshuvudstaden Changsha. Antalet invånare är 7566. Befolkningen består av 3 608 kvinnor och 3 958 män. Barn under 15 år utgör 17,0 %, vuxna 15-64 år 71 %, och äldre över 65 år 11,0 %.
Genomsnittlig årsnederbörd är 1 875 millimeter. Den regnigaste månaden är maj, med i genomsnitt 330 mm nederbörd, och den torraste är oktober, med 39 mm nederbörd.